# Berliner Morgenpost
El Berliner Morgenpost es un periódico diario alemán con sede en Berlín, perteneciente al grupo de comunicación Funke. Fue fundado en 1898 como un periódico publicado de lunes a domingos. El actual jefe redactor es Carsten Erdmann.

## Historia
La primera edición fue publicada el 20 de septiembre de 1898. Su fundador y primer editor fue Leopold Ullstein.
Tras el ascenso al poder de Adolf Hitler, el periódico pasó a estar controlado por los nazis. Después del final de la Segunda Guerra Mundial el periódico fue devuelto a sus propietarios originales, Ullstein Verlag. En 1959 el grupo mediático Axel Springer AG hizo con el control del Berliner Morgenpost, que en 2013 lo vendió al Funke Mediengruppe.
La circulación diaria del Berliner Morgenpost es de 91 395 ejemplares —lo que supone un descenso del 49,3% desde 1998—, y cuenta com una media de 280 000 lectores. En 2012 fue galardonado como el Periódico Europeo del Año en la categoría de periódico regional por el Congreso de Periódicos Europeos.